# Hyperolius acutirostris
Hyperolius acutirostris es una especie de anfibios de la familia Hyperoliidae.
Es endémica de Camerún.
Su hábitat natural incluye bosques tropicales o subtropicales secos y a baja altitud.
Está amenazada de extinción por la pérdida de su hábitat natural.